# عزيز سانجار
عزيز سانجار (بالتركية: Aziz sancar) هو عالم تركي-أمريكي في مجال علم الوراثة، ولد في صور القريبة من ماردين سنة 1946. حاز عزيز سانجار على جائزة نوبل في الكيمياء سنة 2015 بشكل مشترك مع كل من بول مودريتش وتوماس ليندال.
هو عالم كيمياء حيويّة وبيولوجيا جزيئيّة تركيّ الجنسيّة متخصّص في ترميم الحمض النووي الريبوزي منقوص الأكسجين، وفي نقاط فحص دورة انقسام الخليّة وفي الساعة اليوماويّة. حصل في عام 2015 على جائزة نوبل في الكيمياء إلى جانب كلّ من توماس روبيرت ليندال وبول مودريتش لدراستهم حول فهم إصلاح الحمض النووي. قدّم سنجار إسهامات في مجال دراسة انزيمات فوتولياس photolyase وفي ترميم استئصال النيوكليوتيد في البكتيريا وهو ما غيّر مجال عمله. يعمل سنجار حاليّاً كأستاذٍ في منحة سارة غراهام كينان في الفيزياء الحيويّة والكيمياء الحيويّة في مدرسة الطبّ في جامعة كارولينا الشماليّة، وهو عضوٌ في مركز السرطان الشامل التابع لجامعة نورث كارولينا، وهو المؤسس المشارك لمؤسسة Aziz & Gwen Sancar، وهي منظّمة غير ربحيّة تهدف إلى تعزيز الثقافة التركيّة ودعم الطلّاب الأتراك في الولايات المتّحدة.

## النشأة
ولد عزيز سانجار في عائلة من طبقة أقل من المتوسطة في منطقة صور بمحافظة ماردين جنوب شرق تركيا في 8 سبتمبر 1946م. وكان الطفل السابع من ثمانية. وكان والداه أميين، إلا أن عائلته وضعت تركيزاً كبيراً على التعليم.
ولد عزيز سنجار في عائلة من الطبقة المتوسّطة الدنيا، في قرية الصور بالقرب من ماردين جنوب شرق تركيّا، بتاريخ 8 سيبتمبر 1946، تكلّم اللغة العربيّة مع أبويه واللغة التركيّة مع إخوته،  أخوه الأكبر كنان سنجار هو عميدٌ في القوّات المسلّحة التركيّة. وهو ابن عمّ نائب رئيس حزب الشعب الديموقراطي اليساري مدحت سنجار. عزيز هو الابن السابع بين 8 أبناء.
كان والدا عزيز أمّيّين، ومع ذلك فقد اهتمّا بشكل كبير في تعليم أبنائهم  حصّل سنجار تعليمه على يد معلّمين مثاليّين تلقّوا تعليمهم في مدارس القرية، وصرّح فيما بعد أنّ هذا المدارس قد شكّلت مصدر إلهام مهمّ بالنسبة له. حقّق سنجار طوال فترة حياته الدراسيّة نجاحاً أكاديميّاً كبيراً لاحظه أساتذته. كان ينوي خلال دراسته الثانوية دراسة الكيمياء، ولكنه اقتنع بدراسة الطبّ بعد أن دخل إلى الجامعة برفقة خمسة زملاءٍ له. درس سنجار الطبّ في جامعة إسطنبول.
ذكر سنجار في إحدى مقابلاته أنّه كان قوميّاً، لكنّه لم يشارك قطّ في الأنشطة.

## التعليم
تلقَّ سنجار تعليمه الأساسيّ في مدرسة تقع بالقرب من مسقط رأسه بقرية صور. وحصل على شهادة في الطبّ من جامعة إسطنبول في تركيّا، وحصل على درجة الدكتوراه في إنزيم الاستنشاط الضوئي لالإشريكية القولونية في عام 1977 من جامعة تكساس في دالاس. سنجار الآن هو أستاذ فخري في مختبرات كلود ستان روبرت.

## العمل
عزيز سنجار هو عضو فخريّ في الأكاديمية التركيّة للعلوم، والأكاديميّة الأمريكيّة للفنون والعلوم.
عاد سنجار إلى مسقط رأسه في سافور بعد تخرّجه من جامعة إسطنبول -على الرغم من رغبته في الذهاب إلى الولايات المتحدة- فقد تمّت التوصية به لاختباره كطبيب، وعمل كطبيبٍ في المنطقة لعام ونصف العام. ثم حصل على منحة دراسيّة من مجلس البحث العلمي والتكنولوجي في تركياTÜBİTAK لمتابعة تعليمه في الكيمياء الحيويّة بجامعة جونز هوبكنز بولاية ماريلاند الأمريكية، لكنّه عاد إلى سافور في عام 1973 كطبيبٍ -بعد أن أمضى عاماً ونصف العام هناك- نتيجةً الصعوبات الاجتماعيّة التي واجهها، ولعدم قدرته على التكيّف مع طريقة الحياة الأمريكيّة. عندما وصل سنجار إلى الولايات المتحدة الأمريكيّة كان يتحدّث الغة الفرنسيّة فقط لكنه تعلّم اللغة الإنجليزية خلال تعليمه في جامعة جونز هوبكنز.
بعد فترة وجيزة، كتب سنجار إلى زميله روبرت -الذي شاركه في اكتشاف إصلاح الحمض النووي الريبي وكان في جامعة جونز هوبكنز خلال الفترة التي تواجد فيها سنجار هناك لكنّه انتقل منذ ذلك الحين إلى جامعة تكساس في دالاس- وقُبل في نفس الجامعة وحصل على درجة الدكتوراه في البيولوجيا الجزيئية منها. حفّز تعافي البكتيريا -التي تعرّضت لكمّيّات مميتة من الأشعّة فوق البنفسجية- عند تعريضها للضوء الأزرق اهتمامَ سنجار بمواضيع البيولوجيا الجزيئيّة. تمكّن سنجار في عام 1976، وكجزءٍ من أطروحة الدكتوراه الخاصّة به، من استنساخ جين لإنزيم فوتولياس، وهو إنزيم يعمل على إصلاح مثنويات البيريميدين التي تنتج عن أضرار الأشعة فوق البنفسجية.
بعد حصولة على درجة الدكتوراه، رُفِضَ لسنجار ثلاث طلبات مِنحِ ما بعد الدكتوراه، تولّى بعدها العملَ كفنّيّ في مختبر جامعة ييل كفني. استمرّ في عمله هذا لمدّة خمس سنوات وبدأ فيه العملَ في مجال ترميم استئصال النوكليوتيد، وهي آليّة أخرى للحمض النووي تعمل في الظلام. أوضح سنجار التفاصيل الجزيئية لهذه العملية، وحدّد إنزيم uvrABC والجينات التي ترمز له، واكتشف علاوة على ذلك أنّ هذه الإنزيمات تقطع الحبل التالف من الحمض النووي مرتين مزيلة بين 12-13 نيوكليوتيد تتضمّن الجزء التالف.
بعد توضيحاته الميكانيكيّة لإصلاح تبادل النوكليوتيدات، تم قبوله كمحاضر في جامعة نورث كارولينا، وهي الجامعة الوحيدة التي ردّت بالقبول من بين خمسين جامعة تقدّم بطلباتٍ لها. صرّح سنجار ذات مرّة أن لهجته في اللّغة الإنجليزية كان لها أثر مدمّر على حياته المهنيّة كمحاضر. اكتشف سنجار في تشابل هيل، الخطوات اللاحقة لإصلاح استئصال النوكليوتيدات في البكتيريا وعمل على نسخة أكثر تعقيدًا من آليّة الإصلاح هذه عند البشر.
وقد شملت دراسته المطوّلة إنزيمَ فوتولياس وآليات إعادة التنشيط الضوئيّ. استطاع سنجار في مقالته الافتتاحية في مجلّة الأكاديمية الوطنية للعلوم في الولايات المتحدة الأمريكية PNAS، الاستيلاء على جذور إنزيم فوتولياس Photolyase التي سعى للوصول إليها منذ ما يقرب من 20 عامًا، وبالتالي قدّم ملاحظة مباشرة عن الدورة الضوئية لإصلاح دايمر الثيمين.
تمّ انتخاب عزيز سنجار كأوّل عضو تركيّ أمريكيّ في الأكاديمية الوطنيّة للعلوم في عام 2005. وهو أستاذ في منحة سارة غراهام كينان للكيمياء الحيويّة بجامعة نورث كارولينا في تشابل هيل. سنجار متزوّج من جوين بولس سانكار، التي تخرجت في نفس العام وهي أيضًا أستاذة في للكيمياء الحيوية والفيزياء الحيوية في جامعة نورث كارولينا في تشابل هيل. قاما معًا بتأسيس Carolina Türk Evi، وهو مركز تركي دائم يقعُ على مقربةٍ من حرم جامعة ولاية كارولينا الشمالية في تشابل هيل، يوفّر هذا المركز سكناً لأربعة باحثين أتراك في الجامعة، وخدمات للضيوف الباحثين الزائرين من حاملي الجنسيّة التركيّة، ومركزًا لترويج التبادل التركي الأمريكي.

## الجوائز

### جائزة نوبل 2015
حاز عزيز سانجار على جائزة نوبل في الكيمياء سنة 2015 بشكل مشترك مع كل من بول مودريتش وتوماس ليندال، وذلك لأبحاثهم في مجال ترميم الـ DNA.

## اقرأ أيضاً
- ترميم الـ DNA
- بول مودريتش
- توماس ليندال

## روابط خارجية
- عزيز سانجار على موقع الموسوعة البريطانية (الإنجليزية)
- عزيز سانجار على موقع مونزينجر (الألمانية)